# 張忱 (成化進士)
張忱（1441年—？），字伯恂，直隸永平府昌黎縣人，民籍。明朝政治人物。進士出身。

## 生平
順天府鄉試第七十二名。成化五年（1469年）乙丑科會試第一百四十八名，殿試登進士第二甲第二十九名。

## 家族
曾祖張廣，贈通政使。祖父張鑑，贈通政使。父亲張文質，曾任兵部左侍郎。